# خیابان شهید باهنر
خیابان شهید دکتر باهنر که قبل از انقلاب ۱۳۵۷ به نام‌ خیابان نیاوران شناخته می شد. یکی از شمالی‌ترین خیابان‌های تهران و اصلی‌ترین خیابان منطقه نیاوران است. این خیابان به افتخار محمدجواد باهنر، سومین نخست‌وزیر جمهوری اسلامی ایران نام‌گذاری شده‌است.

## مسیر
خیابان باهنر از میدان نیاوران در شرق آغاز شده و پس از گذر از خیابان‌های کامرانیه، فیضیه، جمشیدیه و جماران به خیابان یاسر در میدانی به همین نام می‌رسد؛ سپس به سمت غرب یک‌طرفه شده و پس از عبور از چهارراه مژده، در سه‌راه نیاوران به خیابان دزاشیب برخورد می‌کند. سپس دوطرفه شده و در آخر به میدان قدس در تقاطع خیابان‌های دربند، شریعتی و شهرداری منتهی می‌شود.
ضمناٌ این خیابان از طریق ایستگاه مترو تجریش واقع در ضلع جنوب غربی میدان قدس در تقاطع خیابان شریعتی و خیابان شهرداری قابل دسترسی می باشد.

## خطوط اتوبوسرانی
خطوط اتوبوسرانی  عبوری از این خیابان خطوط ذیل می‌باشد:
- خط ۲۱۸ درکه به جماران در مسیر خیابان درکه، بلوار رشید الدین فضل‌الله ، خیابان مقدس اردبیلی، خیابان ولیعصر ، میدان‌ تجریش ، خیابان شهرداری ، میدان قدس ، دزاشیب ، خیابان باهنر (نیاوران) ، خیابان جماران
- خط ۲۲۰ میدان ازگل به پایانه تجریش در مسیر خیابان ازگل، بلوار نیروی زمینی، مینی سیتی، بلوار ارتش، خیابان موحد دانش (اقدسیه)، خیابان پاسداران، خیابان لواسانی (فرمانیه)، خیابان باهنر (نیاوران)، میدان قدس، خیابان شهرداری و میدان تجریش
- خط ۲۹۸ شهرک قائم به پایانه تجریش در مسیر خیابان‌های شهرک قائم، بلوار ارتش، بلوار اوشان، دارآباد، خیابان پورابتهاج (دارآباد)، خیابان باهنر (نیاوران)، میدان قدس، خیابان شهرداری و میدان تجریش
- خط ۳۸۷ میدان رسالت به میدان قدس در مسیر بزرگراه امام علی ، بلوار ارتش، خیابان شهید موحد دانش (اقدسیه)، خیابان پاسداران، خیابان باهنر (نیاوران)، میدان قدس[۲]